# Ben Kanute
Ben Kanute (14 de dezembro de 1992) é um triatleta profissional estadunidense.

## Carreira

### Rio 2016
Ben Kanute competiu na Rio 2016, ficando em 29º lugar com o tempo de 1:48.59.